# Frauenstein
Frauenstein (pronunciación en alemán: /ˈfʁaʊ̯ənˌʃtaɪ̯n/ⓘ) es un municipio situado en el distrito de Sajonia Central, en el estado federado de Sajonia (Alemania), a una altitud de 650 metros. Su población a finales de 2016 era de unos 2900 habitantes y su densidad poblacional, 49 hab/km².